# Бешказак
Бешказак (узб. Beshqozoq / Бешқозоқ) — посёлок городского типа, расположенный на территории Китабского района Кашкадарьинской области Республики Узбекистан.

Статус посёлка городского типа с 2009 года.